# Bettadakurli, Sorab
Bettadakurli là một làng thuộc tehsil Sorab, huyện Shimoga, bang Karnataka, Ấn Độ.